# Gymnogryllus corroboree
Gymnogryllus corroboree är en insektsart som beskrevs av Otte, D. och R.D. Alexander 1983. Gymnogryllus corroboree ingår i släktet Gymnogryllus och familjen syrsor. Inga underarter finns listade i Catalogue of Life.